# Burg Stargard
Burg Stargard è una città del Meclemburgo-Pomerania Anteriore, in Germania.
Appartiene al circondario della Seenplatte del Meclemburgo ed è amministrata dall'Amt Stargarder Land.

## Amministrazione

### Frazioni
Fanno parte del comune le seguenti frazioni: Bargensdorf, Cammin, Godenswege, Gramelow, Kreuzbruchhof, Lindenhof, Loitz, Quastenberg, Riepke, Sabel, Teschendorf.

### Gemellaggi
Burg Stargard è gemellata con:
- Marne, dal 1990
- Tychowo, dal 2006